# 斯托伊克內什蒂鄉
44°11′N 24°38′E / 44.183°N 24.633°E
斯托伊克內什蒂鄉（羅馬尼亞語：Comuna Stoicănești, Olt），是羅馬尼亞的鄉份，位於該國南部，由奧爾特縣負責管轄，面積93平方公里，海拔高度122米，2007年人口2,858，人口密度每平方公里31人。